# Séamus Kirk
Séamus Kirk (Drumkeith (County Louth), 26 april 1945) was van 2009 tot 2011 de cean comhairle van de Ierse Dáil Éireann, de voorzitter of speaker van het Ierse lagerhuis. Voor de aanvang van zijn politieke loopbaan was hij adviseur in de landbouwsector.

## Cean Comhairle
Kirk werd de eerste maal verkozen voor de Louth County Council (Dundalk) in 1974, waar hij bleef zetelen tot 1985. In 1982 werd hij de eerste maal verkozen als lid van de Dáil Éireann voor de Fianna Fáil, om de volgende verkiezingen telkens herverkozen te worden.
Van 1987 tot 1992 was hij toegevoegd minister op het Department of Agriculture, Fisheries and Food. Van 2002 tot 2009 was Kirk fractieleider voor zijn partij. Op 13 oktober 2009 werd hij de speaker van het Ierse lagerhuis in opvolging van John O'Donoghue. Hij haalde het van Dinny McGinley (Fine Gael) met 87 stemmen tegen 51.